# Mitzi With
Mitzi With (ur. w 1902, zm. ?) – duńska florecistka, trzykrotna medalistka mistrzostw świata.
Podczas mistrzostw świata w Kopenhadze w 1932 roku (oficjalnie zawody tego cyklu rozgrywane są pod tą nazwą dopiero od 1937) Dunki w składzie Ulla Barding, Aase Holgersen, Inger Klint, Gerda Munck, Grete Olsen i Mitzi With wywalczyły złoty medal we florecie drużynowym. W tej samej konkurencji zdobyła też brązowy medal na mistrzostwach świata w Paryżu (1937). Ponadto zdobyła brązowy medal we florecie indywidualnym na mistrzostwach świata w Budapeszcie (1933). Wyprzedziły ją jedynie Brytyjka Gwendoline Neligan i Węgierka Erna Bogen-Bogáti.
Nigdy nie wzięła udziału w igrzyskach olimpijskich.